# Georg Metz
Georg Metz (født 22. december 1945) er en dansk journalist, redaktør, kommentator, forfatter og foredragsholder.
Metz arbejdede 1969–1988 på Danmarks Radio bl.a. på Radioavisen og som både studievært og redaktør på TV-Avisen.
Han var statens filmkonsulent,
og i 1994–1996 var han chefredaktør på Dagbladet Information, hvor han nu er lederskribent, anmelder og kolumnist. Han anmelder især bøger om historie og opera.
Siden grundlæggelse i maj 2008 var Metz tilknyttet netradioen Den2Radio.
Han har også fungeret som teateranmelder for tidsskriftet Peripeti.
Georg Metz fik i 1989 tildelt Døssing-Prisen.
Han udtalte den 5. april 2018 på DR P1: "Jeg er altid sur" i en diskussion om reduktion af DR's budget og afskaffelse af licensen.
Metz har jødiske rødder, men er ikke praktiserende, og har beskrevet sin familie som 'aldeles areligiøs'.

## Udvalgte bøger
- Georg Metz (2009), Digtere om Danmark, Forlaget Klematis, ISBN 978-87-641-0264-2, Wikidata  Q90277995
- Et frisk pust (eller 'Rottefængeren i rosenbedet (2005). ISBN 87-91693-92-6
- Den nye folkets tid: Fortællinger fra forrige århundrede (2004). ISBN 87-91518-51-2
- Danske billeder: Fra 1900 til 2000 (2003). ISBN 87-00-34698-5
- Gensyn i mørke: Noveller (2001). ISBN 87-02-00347-3
- Dyrenes karneval (2000). ISBN 87-986736-3-7
- Det 20. århundrede: De 100 mest betydningsfulde personer i verden (Med Frank Esmann, 1999). ISBN 87-11-11288-3
- Til gården og gaden: Fortællinger fra byen (1993). ISBN 87-7456-485-4
- Arbejdsmiljø – sådan set: Ni fortællinger og en epilog (1992). ISBN 87-7359-534-9
- Næsernes tal: Medier mellem gråd og latter (1991). ISBN 87-00-07035-1
- Forvisningens første tid: Otte fortællinger (1991). ISBN 87-7456-412-9
- Når det først (1989). ISBN 87-17-06120-2
- Sene billeder af Danmark og omegn (1989). ISBN 87-413-6300-0
- Engang (1988). ISBN 87-17-05936-4
- De tider (1987). ISBN 87-17-05620-9

## Eksterne link
- Georg Metz Arkiveret 2. juli 2010 hos  Wayback Machine, hjemmeside i samarbejde med ARTE Booking.
- Athenas.dk Arkiveret 14. marts 2005 hos  Wayback Machine